# Thiébault Bruckert
 (janvier 2023).
Thiébault Bruckert, né le 16 avril 1991, est un joueur français de volley-ball. Il joue au poste de Central au sein de l'équipe du Tours Volley-Ball.

## Carrière
Natif d’Amboise, il a été formé au Tours Volley-Ball où il est revenu en 2020. Lors de sa saison 2022-2023, il a été contrarié par les blessures. Mais il remporte le doublé Coupe-Championnat pour sa dernière saison professionnelle. En 2023, il rejoint l'équipe de l'UGS Saintes-Royan Volley-ball, en Élite amateurs.

## Palmarès

### Compétitions de clubs
| Compétitions                  | Distinction                                            | Période        |
| ----------------------------- | ------------------------------------------------------ | -------------- |
| Coupe de la CEV               | Médaille d'argent                                      | 2022           |
| Championnat de France Ligue A | Médaille d'or · Médaille d'argent · Médaille de bronze | 2023 2022 2019 |
| Coupe de France               | Médaille de bronze                                     | 2019           |
| Coupe de France               | Médaille d'argent                                      | 2022           |
| Coupe de France               | Médaille d'or                                          | 2023           |
| Supercoupe de France          | Médaille d'argent                                      | 2017           |
| Championnat de France Pro B   | Médaille d'argent                                      | 2018           |

### Compétitions des équipes nationales
| Compétitions                 | Distinction   | Période |
| ---------------------------- | ------------- | ------- |
| Championnat d'Europe U18 (1) | Médaille d'or | 2009    |